# Grassobbio
Grassobbio ist eine italienische Gemeinde (comune) mit 6528 Einwohnern (Stand 31. Dezember 2023) in der Provinz Bergamo, Region Lombardei.

## Geographie
Grassobbio liegt sieben km südöstlich der Provinzhauptstadt Bergamo und 50 km nordöstlich der Metropole Mailand.
Die Nachbargemeinden sind Cavernago, Orio al Serio, Seriate und Zanica.

## Sehenswürdigkeiten
- Palazzo Belli
- Die Pfarrkirche Sant’Alessandro aus dem Jahre 1295, die im 17. Jahrhundert restauriert wurde